# Саванобори, Масааки
Масааки Саванобори (яп. 澤登 正朗, род. 12 января 1970, Фудзиномия, Сидзуока) — японский футболист.

## Клубная карьера
Увлёкся футболом ещё в раннем возрасте, в начальной школе играл за детскую футбольную команду города Фудзиномия. В 12 лет перевёлся в среднюю школу Дайичи при Токайском университете в другом городе, чтобы иметь возможность дальше заниматься футболом. Позже продолжил обучение в самом университете, и на третьем курсе стал капитаном студенческой команды в турнире префектур. В это время познакомился с Кадзуёси Миурой, который был старше его на три года, и с которым они будут вместе выступать за сборную Японии и станут близкими друзьями. 
После окончания Университета Токай он стал игроком клуба «Симидзу С-Палс», только созданного в префектуре Сидзуока в 1992 году. С самого первого сезона он закрепился в основе команды и больше её не покидал. В 1993 году он был выбран лучшим новичком Джей-лиги. В 1996 году в составе команды стал обладателем Кубка Джей-лиги. В 1999 году «Симидзу С-Палс» стал серебряным призёром чемпионата, а Саванобори был признан лучшим футболистом. Также клуб стал победителем в борьбе за Кубок обладателей кубков Азии по футболу в сезоне 1999-2000. А в 2001 году Саванобори с партнёрами по команде покорился Кубок Императора.
Завершил карьеру в 2005 году, сыграв 381 матч и забив 85 голов в чемпионате. Саванобори был звездой «Симидзу С-Палс» и заслужил прозвище «мистер С-Палс». Легенда японского футбола Кадзуёси Миура, также известный как король Кадзу, который вместе с Саванобори рос в Сидзуоке, а позже выступал за сборную Японии, отдал ему дань уважения после его прощального матча: «Я играл с Масааки с тех пор, как учился в младших классах средней школы. И из мальчика-футболиста он вырос в умного игрока с отличной техникой»

## Карьера в сборной
В 1988 году Саванобори был приглашён в молодежную сборную Японии, которой предстояло выступить на Кубке Азии среди юношей до 20 лет. Ещё в квалификации он оформил хет-трик, что позволило команде в четвертый раз выступить в финальном турнире. Но там их ждала неудача: три проигранных матча сборным Южной Кореи, ОАЭ (которой Саванобори забил гол) и Ирака. Неутешительное последнее место в группе не позволило молодежной сборной Японии получить право участвовать в молодёжном чемпионате мира 1989 года в Саудовской Аравии. Но за этот сезон Савато забил 6 голов в 5 матчах. 
В 1989 году была создана олимпийская сборная, которая боролась за право выступить на турнире Олимпийских игр 1992 года в Барселоне. С 1989 по 1990 год проводились тренировочные сборы в Японии и за рубежом, а в 1991 году с июня по июль проходили матчи первого раунда квалификации. Саванобори под 10-м номером и званием капитана провёл все шесть матчей этого раунда. Для того, чтобы забить гол в первом же матче ему понадобилось 27 секунд. Олимпийская сборная Японии заняла первое место в своей группе в квалификации, выиграв пять матчей из шести. Но для попадания на Олимпийские игры нужно было пройти еще один квалификационный раунд. Его проведение было запланировано на январь 1992 года в Малайзии. И олимпийская сборная Японии подошла к нему не в лучшем состоянии. Из-за желания собрать в команде побольше топовых игроков, состав сборной часто менялся и футболистам не хватало сыгранности друг с другом. Кроме того, уже по ходу турнира в Малайзии сборная лишилась двух ключевых игроков. Саванобори снова выводил команду в качестве капитана и играл центрального полузащитника в схеме 3-5-2. В итоге финальный раунд квалификации Япония завершила на предпоследнем месте и лишилась возможности выступить на Олимпиаде. Саванобори забил 3 мяча в 11 матчах всех раундов квалификации и позже об этом турнире говорил, что индивидуальный уровень японских футболистов был слишком низким. 
В апреле 1993 года Саванобори был вызван в национальную сборную Японии для участия в отборочных матчах к чемпионату мира 1994 года. Он дебютировал 8 апреля в матче против сборной Таиланда, когда вышел на замену получившему травму Хадзимэ Мориясу. В 1994 году он также участвовал в Азиатских играх 1994 года. В следующий раз он был вызван в национальную команду спустя пять лет — в сентябре 1999 года. В 2000 году он участвовал в квалификации Кубка Азии 2000 года. Эти матчи стали для Саванобори последними в составе сборной.
С 1993 по 2000 год сыграл за национальную сборную Японии 16 матчей, в которых забил 3 гола.

### Статистика за сборную
| Сборная Японии | Сборная Японии | Сборная Японии |
| Год            | Матчи          | Голы           |
| -------------- | -------------- | -------------- |
| 1993           | 5              | 1              |
| 1994           | 6              | 1              |
| 1995           | 0              | 0              |
| 1996           | 0              | 0              |
| 1997           | 0              | 0              |
| 1998           | 0              | 0              |
| 1999           | 1              | 0              |
| 2000           | 4              | 1              |
| Итого          | 16             | 3              |

## Достижения
Командные
- Обладатель Кубка Императора: 2001
- Обладатель Кубка Джей-лиги: 2006

Личные
- Лучший новичок Джей-лиги: 1993
- Включён в символическую сборную лучших игроков Джей-лиги: 1999